# Resident Evil Outbreak: File 2
Resident Evil Outbreak: File #2 — компьютерная игра в жанре survival horror, разработанная и изданная японской компанией Capcom и являющиеся продолжением Resident Evil Outbreak. Первоначальный релиз состоялся 9 сентября 2004 года в Японии.
После коммерческого успеха RE Outbreak в Японии Capcom анонсировала File #2 в конце 2004 года. Те же восемь персонажей из первой игры возвращаются с аналогичными способностями, и действие игры снова разворачивается в населённом зомби Раккун-Сити. Доступно пять новых сценариев, первые четыре из которых воспроизводятся с самого начала. В предзаказанных изданиях в Японии игра была упакована с демо-версией Devil May Cry 3.
1 января 2014 года серверы были снова открыты для публики с использованием альтернативных фанатских серверов, что снова позволило играть онлайн, наряду с новыми дополнениями к серверу, такими как списки банов и таблицы лидеров.

## Игровой процесс

### Сценарии
Игрок выбирает сценарий, уровень сложности и персонажа. Каждый уровень сложности связан с врагами и предметами, с которыми игрок сталкивается по мере прохождения сценария. В игре есть пять сценариев: «Дикие вещи», «Изнанка», «Воспоминания», «Отчаянные времена» и «Конец пути».
В каждом сценарии есть контрольный список событий, состоящий из специальных действий, которые игрок должен выполнить, чтобы достичь 100 % завершения. Сделав это, игрок разблокирует «Режим бесконечности», в котором всё оружие игрока никогда не ломается и не заканчиваются боеприпасы.
В каждом сценарии также есть SP-элементы. Это невидимые предметы, скрытые на протяжении всего уровня и генерирующиеся случайным образом по двум путям. Существует двадцать элементов сценария и двадцать элементов, характерных для каждого персонажа, скрытых в пяти сценариях. При приобретении эти предметы открывают новые костюмы и возможность прослушивать записи персонажей. Игра поставляется с двумя бонусными сценариями «Ликвидация» и «Вскрытие»; оба они разработаны в качестве обучающих руководств для улучшения игрового процесса.

### Управление
Вместо использования USB-наушников или компьютерной клавиатуры игроки используют систему команд ad-lib, которая состоит из десяти ключевых командных фраз, используемых путём манипулирования правого стика контроллера PlayStation 2 и контекстно-зависимой кнопкой. Игрок может выбрать и запросить предметы из инвентаря своего товарища по команде или попросить самого товарища по команде использовать данный предмет. Новые дополнения включали в себя фразу «Извините» и комментарии, связанные с контекстом, на экранах карты и файла.
Сиквел также похвастался новой функцией сложности и некоторыми изменениями в игровом балансе. Они включали в себя новый «Режим кошмара» и несколько изменений в предыдущих таблицах. В игру также добавлена возможность перемещать персонажа игрока в атакующую стойку, что позволяет персонажу с оружием двигаться и стрелять одновременно.

### Различия между версиями
Для североамериканской версии были вырезаны ad-lib из первой игры. Впоследствии, только когда персонаж использовал аналоговый джойстик или делал запрос, он издавал шум. Если предпринималась попытка запустить ad-lib, звуки не издавались, что негативно сказывалось на игровом процессе. Если игрок в разгаре битвы пытался сообщить другому, что он отравлен, вероятность того, что сообщение дошло бы, была минимальной. Японская версия содержит все голоса, в то время как европейская версия — только голоса, без текста.
В японской версии представлены субтитры на японском языке, при этом персонажи, как и в предыдущих сериях Biohazard, говорят на английском. Из-за разнообразия героев это привело к тому, что в некоторых ситуациях все персонажи говорили одно и то же.
В японской версии второстепенный персонаж по имени Линда (англ. Linda) назван «Ринда» (англ. Rinda).
В Японии игра запускалась на сервисе KDDI MMBB. В Соединённых Штатах эта услуга была заменена пакетом сетевых приложений Sega. Из-за этого изменения из версий NTSC / PAL были удалены некоторые функции, среди которых личные сообщения, расширенные параметры поиска и специальные опции для ограничения ранжирования при поиске определённых рангов.

### Мультиплеер
31 марта 2007 года Capcom закрыла свои серверы PAL и NTSC для игры. Онлайн-игра подверглась серьёзному пересмотру в сравнении с предыдущей частью. Были созданы новая система лобби, новая система событий, а также увеличено количество опций и режимов игры.
С апреля по конец мая 2005 года Capcom проводила мероприятия, спонсируемые различными игровыми журналами. Это включало, в частности, события из PlayStation Magazine и Electronic Gaming Monthly. Прохождение этих событий в качестве вознаграждения дарило игрокам новых персонажей и костюмы. Некоторые события происходили на стандартных уровнях с заданной сложностью, в то время как другие помещали игрока на выбранные уровни с активированными режимами Infinite и Nightmare до того, как эти две опции стали доступны для бесплатного использования. Когда все спонсируемые события закончились, Capcom запустила два тиражных: бонусное событие и поиск SP-предметов.
Система лобби была обновлена и стала включать десять зон с различными вариантами для каждой, однако это изменение усложнило участие в играх с друзьями. Если игрок хотел присоединиться к другу в размещённой или текущей играх, игроку необходимо было войти в меню для поиска своего имени, затем выйти из этого меню, выбрать область, в которой он находится, и найти игру. При поиске в таком меню не указывалось количество игроков в игре, что означало вероятную заполненность, уже после того как игрок присоединился.
В начале июля Capcom закрыла альтернативный сервер, оставив игрокам только один вариант при подключении. Несколько месяцев спустя были внесены изменения в режимы Nightmare и Infinite, а также в систему зон. Поддержка HDD-режима была удалена с экрана, но игроки по-прежнему могли проводить игры с включённым HDD-режимом, активировав его в автономном режиме.
Внутри игры или по ссылке на официальную страницу продаж Capcom на их сайте в Соединённых Штатах игроки могли увидеть свою позицию в рейтинговых таблицах.

## Сюжет
Игра является продолжением событий, которые происходят в оригинальной игре, хотя точный порядок сценариев остаётся неоднозначным. Хотя в игре нет конкретного «начала», она заканчивается выполнением миссии Code: XX, в которой правительство эффективно уничтожает весь Раккун-Сити, чтобы устранить угрозу, исходящую от Т-вируса.
Первый из перечисленных сценариев — «Дикие твари», в котором Синди Леннокс ведёт остальных выживших в зоопарк Раккун-Сити в надежде добраться до спасательного вертолета на другой стороне зоопарка. На протяжении всего сценария игроков преследует множество животных, заражённых вирусом, самым опасным из которых является зомби-слон Оскар, который следует за игроками из области в область, пока он либо не будет заперт на стадии Слона, либо убит игроками. Если они доберутся до Главной площади, не убив его и не заперев, он появится как босс; в противном случае боссом будет зомби-лев Макс. Как только игроки доходят до конца сцены и садятся в трамвай, трамвай останавливается, и вдалеке показывается горящий спасательный вертолет, а пилот умирает от полученных травм за пределами горящего вертолета.
Второй сценарий, «Подбрюшье», следует за путешествием игроков на станцию метро и попыткой сбежать из города на поезде метро. Однако, прежде чем они успевают уехать, другой движущийся поезд врезается в груду обломков и взрывается, пробуждая «Укус Гиги», огромную блоху, с которой игроки позже сражаются в конце сцены. Чтобы начать эту битву, один из игроков похищен Укусом Гига, пока он ждёт отправления своего поезда. После победы над боссом, если игроки не успеют вовремя вернуться к поезду, они должны найти альтернативный выход через башню подстанции, которая находится через вентиляционную шахту.
В третьем сценарии, «Флэшбэк», Алисса Эшкрофт ведёт выживших в хижину в лесу, где их встречает Альберт Лестер (также известный как Эл), который обещает привести их в соседний город. Он таинственно исчезает, как только игроки достигают моста, ведущего к заброшенной больнице. Когда игроки проводят расследование, человек в маске с топором преследует их на протяжении всего сценария. Игроки должны уничтожить части гигантского растения, которое захватило здание больницы, вводя его с помощью шприца, наполненного сывороткой. Последний босс — это ядро растения, которое, как позже выясняется, контролируется заражённой Дороти, женой Эла, над которой ставили эксперименты в больнице. В финале показано, что Эл приводил людей в больницу, чтобы убить их, чтобы накормить свою жену в ее растительной форме. Если игрок проходит уровень за Алиссу, он испытает несколько флэшбэков в разные моменты сценария, когда Алисса и ее подруга, погибшие от рук зомбированной Дороти, однажды исследовали этику больницы много лет назад. Игрок также может получить разные концовки в зависимости от того, сколько файлов игрок собрал в больнице.
«Отчаянные времена», четвертый сценарий, показывает, что игроки в полицейском управлении Раккун-Сити защищаются от зомби, которые столпились за пределами участка. Найдя несколько табличек, игроки открывают секретный проход для одной из полицейских, Риты, чтобы она могла сориентироваться и найти помощь. Прежде чем она сможет вернуться, зомби прорываются через ворота полицейского управления, и игроки должны победить определенное количество (в зависимости от того, какую сложность они выбрали) из них, прежде чем завершить сценарий. Игроки вынуждены оставить полицейского Марвина позади, когда они уезжают, в то время как он запирается в комнате, в которой Клэр или Леон (в зависимости от того, кем выберет игрок) находят его тяжело раненным в Resident Evil 2.
В финальном сценарии «Конец пути» Дэвид Кинг ведёт выживших в лабораторию «Амбреллы», где их встречают два учёных, Линда и Картер, которые вернулись, чтобы получить лекарство. Прежде чем они успевают уйти, звучит сигнал тревоги, и выход закрывается ставней, которую учёные не могут открыть. Лаборатория кишит охотниками, от которых Картер отбивается, пробуждая Тирана, чтобы тот сражался за него. Однако, когда группа собирается уходить, Тиран набрасывается на игроков, убивая Картера и сбрасывая Линду с уступа. Затем Тиран следует за игроками до конца сценария. Игроки спускаются в канализацию под лабораторией, где находят Линду живой. В зависимости от того, убил ли игрок Тирана или нет, они либо смываются в канализацию вместе с Линдой, либо остаются позади, чтобы самим добраться до верхних уровней. Как бы то ни было, игроки сталкиваются с мутировавшим Тираном на улицах города. Игрокам даётся шанс спасти Линду, в которую стреляет снайпер (который также стреляет в игроков), и игрок должен донести ее до конца сцены. Они могут сбежать на грузовике, но перед этим должны сразиться с Никс, финальным боссом, или на вертолете, не сражаясь с финальным боссом.
Кроме того, в финальном сценарии есть четыре разных конца. «Вверх и прочь с Линдой» можно получить, сбежав из города на вертолете с Линдой во владении, «Вверх и прочь» можно получить, сбежав из города на вертолете, но позволив Линде умереть по дороге или не найдя ее, «Беги как Линда» можно получить, сбежав из города на грузовике с Линдой во владении, и «Беги как ветер» получается, если сбежать из города на грузовике, но позволить Линде умереть по дороге или не найти ее. Получение первой или третьей концовки даёт игроку Хорошую концовку и эпилог для выбранного персонажа, а получение второй или четвертой концовки даст игроку Плохую концовку.

## Разработка и выпуск
Игра разрабатывалась Capcom Production Studio в течение одного года. Хотя графика не сильно отличалась от своего предшественника, элементы игрового процесса и онлайн-функции были переработаны. Например, одним из самых больших изменений по сравнению с первой игрой было то, что игроки получили возможность выбирать свои собственные AIPCS. Первоначально это было запрещено, поскольку два персонажа были установлены на основе сценария и персонажа игрока (например, у Кевина всегда были Марк и Синди в «Вспышке», а Йоко и Дэвид в «Решениях, решений»).
В то время как большая часть Европы имела доступ к серверу, в отличие от предыдущей версии, некоторые страны все ещё редактировали свои версии, чтобы запретить это, поскольку серверы на их языке не были защищены. 100%-ное прохождение требовало от игрока выполнения определенных действий на каждом уровне, которые можно было выполнить только онлайн, в этих версиях эти цели были удалены.
Были выбраны пять сценариев: «Дикие вещи», «Изнанка», «Воспоминания», «Отчаянные времена» и «Конец пути». В отличие от сценариев, выпущенных в Outbreak, сценарии, выпущенные в File # 2, в значительной степени использовали ветвление сюжета, позволяя игрокам получать разные концовки в зависимости от игрового процесса. В случае с «Подбрюшьем» игрок может не успеть на отходящий поезд метро и покинуть станцию через вентиляционную шахту. В случае «Флэшбэка» разные концовки были достигнуты в зависимости от того, собрал ли игрок определенные файлы в больнице или нет, и они могли даже закончить сценарий, так и не дойдя до него.
22 сентября, когда с момента выхода File # 2 прошло более недели, новостные сайты сообщили, что Capcom испытывает финансовые трудности со своими запасами, а Media Create сообщила, что на данный момент в Японии продано 91 000 копий игры, что намного меньше, чем надеялась Capcom. Была добавлена возможность ходить и стрелять одновременно. Время загрузки также было улучшено. Игра была выпущена 9 сентября 2004 года в Японии и 26 апреля 2005 года в Северной Америке.

## Критика
| Сводный рейтинг    | Сводный рейтинг |
| Агрегатор          | Оценка          |
| ------------------ | --------------- |
| GameRankings       | 62,92 %         |
| Metacritic         | 58/100          |
| Иноязычные издания |                 |
| Издание            | Оценка          |
| 1UP.com            | D-              |
| GameSpot           | 6,6/10          |
| GameSpy            | [ 7 ]           |
| GamesRadar+        | [ 8 ]           |
| IGN                | 6,5/10          |

Resident Evil Outbreak: File #2 был встречен неоднозначными отзывами: Metacritic дал игре оценку 58/100, а GameRankings — 62,92 %. Третья игра была запланирована к выпуску (поскольку данные были найдены на диске игры, намекающим на это), но в конечном итоге была отменена из-за низких продаж игры.